# Lejek Marsha

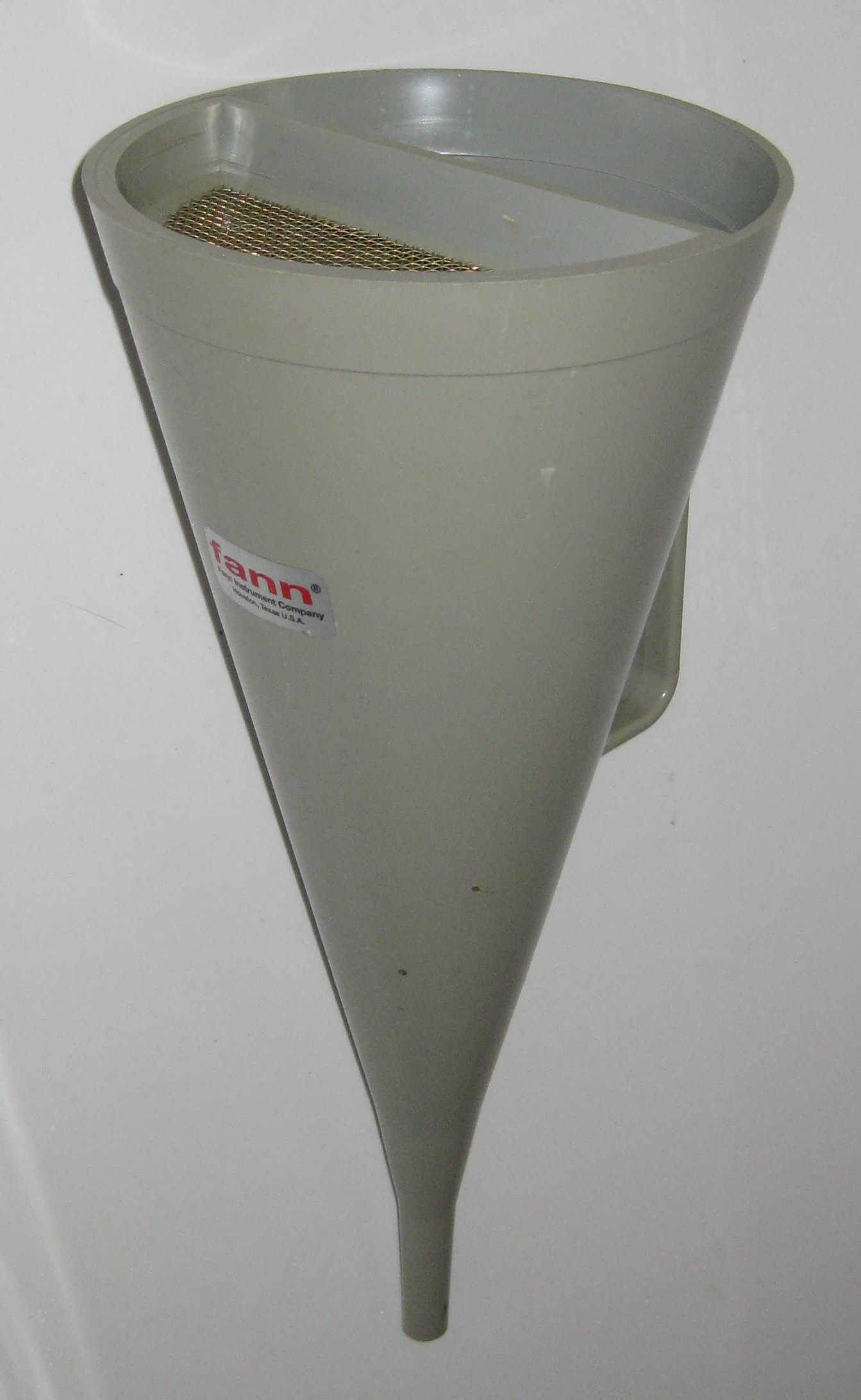

Lejek Marsha – rodzaj prostego lepkościomierza przeznaczonego do pomiaru lepkości zawiesiny płuczkowej lub specjalnej. Podstawą pomiaru lepkości względnej jest czas wypływu 1000 cm³ płynu przez otwór umieszczony w dolnej części zbiornika. Służy do wykonywania szybkich pomiarów lepkości zawiesiny płuczkowej lub specjalnej. Przed pomiarem lejek powinien być suchy i czysty. Zatyka się palcem otwór, a płyn nalewa poprzez siatkę aby zatrzymać cząstki mogące zablokować rurkę. Po otwarciu otworu uruchamia się stoper. Czas wypływu w [s] stanowi miarę lepkości umownej.
Zmiana lepkości może świadczyć o rozkładzie materiałów płuczkowych (skrócenie czasu wypływu) lub o wzroście zawartości fazy stałej (wydłużenie czasu wypływu).
Należy sprawdzać lejek Marsha poprzez zmierzenie czasu wypływu wody. Dla 1000 cm³ wody o temperaturze 20±3ºC powinien on wynosić 27± 1 s.
Na podobnej zasadzie działa kubek wypływowy.